# Dansk-amerikanere
Dansk-amerikanere er statsborgere i USA af dansk oprindelse. Der er ca. 1½ million dansk-amerikanere, flest i Californien (ca. 200.000) og Utah (ca. 145.000). Religiøst fordeler dansk-amerikanerne sig med en stor gruppe lutheranere, en noget mindre gruppe mormoner og en række andre retninger.
Hele ti procent af rigets indbyggere emigrerede i det 19. århundrede, hovedsageligt til USA. "Fra 1860-1890, der kunne kaldes dansk udvandrings guldalder, udvandrede … 130.000 danskere i et langt sejt træk mod en bedre fremtid" skriver Ole Sønnichsen "Udvandringstallene forblev høje helt frem til 1920, men det var i de første tre årtier, at grundlaget blev skabt med billig eller gratis jord og nemme rejseveje. Det kulminerede i 1882, hvor 10.000 udvandrede fra Danmark. Et eksempel fra Langeland fortæller historien ganske præcist for det år; her mødte kun 1 af 34 indkaldte unge mænd op til session – de andre var alle rejst til Amerika."
Alene i 1880'erne ankom næsten 84.000 danskere til USA, svarende til 4,3% af Danmarks befolkning i 1880.

## Udvandrede danskere
- Morten Andersen, amerikansk fodbold-spiller (født 1960)
- Victor Borge, entertainer (1909-2000)
- Carl Busch, komponist (1862-1943)
- Karl Dane, stumfilmskuespiller (1886-1934)
- Hans Christian Fibiger, officer i hæren (1749-1796)
- Knute Hansen, sværvægtsbokser (1903-1984)
- Jean Hersholt, skuespiller og oversætter (1886-1956)
- William Hillcourt, instruktør, forfatter og inspirator i Boy Scouts of America (1900-1992)
- William S. Knudsen, erhvervsleder i automobilindustrien samt leder af USA's produktion af krigsmateriel under 2. verdenskrig (1879 – 1948)
- Charles Christian Lauritsen, fysiker (1892-1968)
- Christian Mortensen (1882-1998) - fra 1997 til 2012 anerkendt som den ældste mand i verden, der indtil da havde levet
- Jacob Riis, journalist og fotograf (1849-1914)
- Charles Schlee, cykelrytter (1873-1947)
- Lars Ulrich, trommeslager (født 1963)
- Kristian Østergård, præst og skolemand (1855-1931)
- Peter Lassen, smed, entreprenør, pioner (1800-1859)
- Arne Myggen, journalist og humorist (1921-2005)

## Dansk-amerikanere af anden generation
- Gutzon Borglum, billedhugger, kendt for Mount Rushmore (1867-1941)
- Nella Larsen, amerikansk forfatter, sygeplejerske og bibliotekar. (1891-1964)
- Robert Hansen, seriemorder (1939-2014)
- Steny Hoyer, politiker (født 1939)
- Scarlett Johansson, skuespillerinde (født 1984)
- Viggo Mortensen, skuespiller (født 1958)